# 迷路的大軍
《迷路的大军》（英語：The Lost Battalion），又名幻影奇兵，失落的战场，是翻拍1919年相同名稱的電影。這部影片的導演是羅素梅卡尼，演員有李克席洛德。這部影片設定在第一次世界大戰時，讲述了美國陸军第77步兵师第154步兵旅第308步兵團554名官兵被包围在阿尔贡森林（Argonne Forest）中的故事。
1918年10月，美軍第77步兵師師長罗伯特·亚历山大（Robert Alexander）少將命令所屬第154步兵旅第308步兵團第1營營長查尔斯·惠特尔西（Charles White Whittlesey）少校率领分屬於第77步兵师第154步兵旅轄下9個連的554名官兵进入阿尔贡森林，這支部隊受命配合友軍進攻德军。亚历山大对惠特尔西没有信心，嘲笑他是一名“受了过度教育的纽约律师”，并将他的手下描述为“可接受的损失”；惠特尔西非常沮丧。惠特尔西的士兵是美国远征军的一部分，主要是来自纽约市下东区的移民和贫穷的工人阶级男子；他領導下的軍官還有第308步兵團第2營營長乔治·麦克默蒂（George McMurtry）上尉和一位來自德克萨斯州缺乏经验的中尉。
惠特尔西和他的士兵们在德军防线上作战，他们相信美军和法国军队将联合进攻。然而，他们不知道的是，这些部队已经撤退了，惠特尔西率領的這支部隊被德軍完全包围。很快，由第307步兵團第3營K連連長纳尔森·霍尔德曼（Nelson M. Holderman）上尉指挥的步枪兵加入了他们。惠特尔西试图派几名士兵到总部求援，但没有人回来。他用信鸽与師長亚历山大少將联系，亚历山大少將尽管知道其他單位撤退的情况，却命令惠特爾西的部隊继续前进。在被包圍期间，美军的砲彈开始落在惠特爾西的战线上，友军的誤擊杀死了许多人，惠特尔西设法派了一隻傳令鸽（牠的名字叫Cher Ami，是法語的dear frined之意）到師部要求停止砲擊；友軍誤擊的弹幕終於结束了，但德軍出動進攻這群迷失方向的美国人，幸而惠特爾西與部下在激烈的近距离战斗中击退了德国人。
在被包圍的幾天當中，惠特爾西的部隊多次击退德軍的攻击，美国人尽管物资极度不足，但仍坚守阵地，迫使他们重复使用医疗用品，并从陣亡的官兵身上取走糧食。德国人俘虏了中尉和一个受伤的士兵，并开始嘗試透過他们与惠特尔西谈判；中尉得到了一位能说流利英语的德国军官的良好待遇，他试图说服中尉相信此時投降並没有什麼羞耻可言，但中尉说惠特尔西和他的手下永远不会投降，並称他们为“纽约黑帮”。第二名戰俘最终同意从德国人那裡前往惠特爾西的所在地要求他投降，因为逮捕他的德国人说他想拯救生命；德国人在白旗的护送下把他送回了美国的防线，惠特尔西将白旗扔回給德国人。儘管遭到无情的攻击，美国人仍继续坚守阵地。
最终，一名美国飞行员被派去寻找惠特爾西的部队，并飞越了他们的位置；意识到这是一架美国飞机后，惠特爾西的部下奮力製造了噪音，试图引起飞行员的注意。德国人开始向飞机开火，飞行员受了致命伤，但他设法在地图上确定了惠特爾西的位置並盡力飛返机场。六天之后，援军终于到达了惠特爾西的陣地，5天后，德国人也撤退了。亚历山大少将来祝贺惠特尔西，並告訴惠特爾西：他所堅守的阵地使美軍得以突破整个德军防线。亚历山大少將也提出开车把惠特爾西带回总部，但惠特爾西拒绝了，选择和他的手下待在一起。554人中大约有197人在战斗中倖存下来。
第一次世界大战在仅仅三週后就结束了。惠特尔西因其領導而被授予荣誉勋章，而“失落营”也获得了指標性的地位。

## 外部連結
- （英文） 互联网电影数据库（IMDb）上《The Lost Battalion》的资料（英文）